# Espions en herbe
Pour plus de détails, voir Fiche technique et Distribution.
Espions en herbe (The Secret Agent Club en version originale) est un film américain réalisé par John Murlowski sorti le 16 août 1996. Ce film met en vedette le catcheur Hulk Hogan.

## Synopsis
Pour tout le monde, Ray Chase (Hulk Hogan) n’est rien de plus qu’un paumé, vendeur de jouets dont la femme est morte il y a quelques années, et son fils unique Jeremy (Matthew McCurley) n’arrive pas à le voir très souvent, car il est toujours absent dans ses « voyages d’affaires ». Ce que personne ne sait, pas même Jeremy, c’est que son père est un agent secret qui voyage partout dans le monde remplir des missions hautement classées top-secret pour une agence de maintien de la paix.
Mais tout ça change quand Ray revient d'une mission, apportant avec lui un pistolet laser de forte puissance qu’il a volé. Ray fait croire à son fils que le pistolet est un jouet, mais son secret est dévoilé lorsque le vendeur envoie ses hommes de main (dont Richard Moll) pour capturer Ray et récupérer l’arme ; ils arrivent à avoir Ray, mais Jeremy s’échappe avec l’arme. Après avoir appris à utiliser le pistolet laser, Jeremy rassemble ses amis, et ensemble, ils élaborent un plan ingénieux pour sauver Ray.

## Fiche technique
- Titre original : The Secret Agent Club
- Titre français : Espions en herbe
- Réalisation : John Murlowski
- Scénario : Rory Johnston
- Musique : Jan Hammer
- Photographie : Andrzej Bartkowiak
- Montage : Leslie Rosenthal
- Décors : William F. Reinert
- Costumes : Cathryn Wagner
- Production : Jimmy Lifton et Brian Shuster
  - Producteur exécutif : Jordan Belfort, Paula F. Major et Harry Shuster
  - Coproducteur : James R. Rosenthal (en) et David Silberg
- Société de production : États-Unis : Cabin Fever Entertainment (cinéma) et Platinum Disc (DVD)
- Distribution : HIT Entertainment et Marquee/Starlight
- Pays d'origine :  États-Unis
- Langue originale : anglais
- Genre : comédie, action et espionnage
- Durée : 90 minutes
- Dates de sortie[1]:
  - États-Unis : 16 août 1996
  - Royaume-Uni : 16 août 1996
  - Brésil : 23 août 1996

## Distribution
- Hulk Hogan : Raymond Chase aka Ray
- Lesley-Anne Down : Eve
- Matthew McCurley : Jeremy
- Richard Moll : Wrecks
- Lyman Ward : Le Général
- Barry Bostwick : Vincent Scarletti
- James Hong : M. Yamata

## Autres
Le DVD est sorti le 8 février 2005.